# ジミー・ユール
ジミー・ユール（Jimmy Yuill、1959年 - ）はスコットランドの俳優。ジミー・ユイルとも表記される。

## 略歴
1959年にスコットランド北部サザランドのゴルスピー村で生れる。
1970年代後半からテレビドラマに出演するようになり、1983年から1987年までロイヤル・シェイクスピア・カンパニーで活動、1988年にケネス・ブラナーのルネサンス・シアター・カンパニーに加わる。数々のシェイクスピア作品で舞台に立つ一方、テレビドラマやケネス・ブラナーが監督した映画作品に出演している。また、1995年の映画『世にも憂鬱なハムレットたち』（監督：ケネス・ブラナー）では音楽を担当している。

## 主な出演作品
- ローカル・ヒーロー Local Hero (1983)
- ヘンリー五世 Henry V (1989)
- 背徳の仮面 Paper Mask (1990)
- から騒ぎ Much Ado About Nothing (1993)
- フランケンシュタイン Frankenstein (1994)
- 恋の骨折り損 Love's Labour's Lost (2000)
- フロスト警部 A Touch of Frost (2003) ※テレビシリーズにゲスト出演
- ラヴェンダーの咲く庭で Ladies in Lavender (2004)
- リンリー警部 The Inspector Lynley Mysteries (2005) ※テレビシリーズにゲスト出演
- イーストエンダーズ EastEnders (2006) ※テレビシリーズ、14エピソードに出演
- プリンセス・カイウラニ Princess Ka'iulani (2009)
- ニュー・トリックス〜退職デカの事件簿〜 New Tricks (2010) ※テレビシリーズにゲスト出演
- リトリート・アイランド Retreat (2011)
- 推理作家ポー 最期の5日間 The Raven (2012)
- シェイクスピアの庭 All Is True (2018)